# 가미나가 아키오
가미나가 아키오(일본어: 神永 昭夫, 1936년 12월 22일~1993년 3월 21일)는 일본의 전 유도 선수로 1964년 하계 올림픽 무제한급에서 은메달을 획득했다.

## 생애
미야기현 센다이시에서 태어나 고등학교 시절에 유도를 배우기 시작한 가미나가는 최고 경쟁자를 위하여 상당히 늦은 시작이었다.  가미나가는 빠른 속도로 자신의 기술을 향상시켰고 자신의 시니어 세월 동안 자신의 동료들의 제안에 고도칸에서 단급 시험을 택하였다.  가미나가는 시험에서 19명의 연속적 상대들을 꺾고 그 자리에서 3단급이 수여되었다.
하지만 가미나가는 자신이 메이지 대학 유도 팀의 스파링 세션에 참가했을 때 완전히 우월했다.  이 일은 그를 메이지 대학에 들어가는 데 확신시켰고 그는 고도칸에서 지속적으로 유도를 실습하였다.  가미나가는 졸업 후 몇몇의 경력 선택들을 가졌으나 메이지 대학 동문이자 1958년 세계 유도 선수권 대회 우승자 소네 고지의 추천에 후지제철 (오늘날 일본제철)의 직원이 되었다.  그는 1958년 세계 선수권에서 소네의 뒤로 2위를 하였고 이노쿠마 이사오와 더불어 일본에서 최고의 헤비급 유도 선수가 되는 데 1960년 ~ 61년과 1964년 일본 전국 선수권 대회들에서 전례가 없는 3개의 선수권을 우승하였다.  이노쿠마는 자신의 일생을 통하여 가미나가의 라이벌이자 가까운 친구로 남을 것이었다.
유도는 도쿄에서 열린 1964년 하계 올림픽에서 처음으로 올림픽 스포츠 종목이 되었고 가미나가는 무제한급을 위한 일본의 대표로서 큰 기대를 안고 경연에 들어갔다.  하지만 경연이 열리기 조금 전에 그는 무릎 인대 부상을 당했고, 이 부상을 섬긴 토너먼트에 참가하였다.  10월 23일 그는 올림픽 결승전에 도달했으나 유도에서 올림픽 금메달을 획득하는 데 첫 일본인이 아닌 유도 선수가 되는 데 게사가타메와 가미나가를 고정한 네덜란드의 안톤 헤싱크에 의하여 꺾이고 말았다.  무제한급 경연에서 가미나가의 참가를 제외하고 그해 일본은 유도에서 전체의 금메달을 획득하였고, 일본의 대중매체는 소송을 따르지 않은 것에 대하여 가미나가를 비판하였다.  가미나가는 망막 박리를 겪은 후 1965년 경쟁적 유도로부터 은퇴하였다.
가미나가는 1968년 소네 고지의 조언에 자신이 훗날의 올림픽 금메달리스트 우에무라 하루키를 가르친 메이지 대학 유도 팀의 총감독이 되었다.  그는 또한 1972년 하계 올림픽에서 일본 유도 팀의 코치를 지냈으나 자신의 제자들 중의 하나인 시노마키 마사토시가 토너먼트의 예선에서 패한 후 메이지 대학에서 자신의 직위로부터 사임하였다.  그는 유도 임원들과 자신의 제휴를 지속한 동안 이후에 샐러리맨으로 살았다.  그는 1992년 하계 올림픽을 위하여 일본 올림픽 유도 국가대표팀 총감독이 되었으나 1년 후 56세의 나이에 대장암으로 사망하였다.